# كأس سوريا 2008–09
كأس سوريا 2008–09 هو موسم من كأس سوريا. فاز فيه نادي الكرامة السوري.